# Танджавур (округ)
Танджавур (англ. Thanjavur) — округ в индийском штате Тамилнад. Административный центр — город Танджавур. Площадь округа — 3396 км².

## Демография
По данным всеиндийской переписи 2001 года население округа составляло 2 216 138 человек. Уровень грамотности взрослого населения составлял 75,5 %, что выше среднеиндийского уровня (59,5 %). Доля городского населения составляла 33,8 %.
| Год  | Численность | Численность |
| ---- | ----------- | ----------- |
| 2001 | 2 216 138   |             |
| 2011 | 2 405 890   | [ 1 ]       |

## Достопримечательности

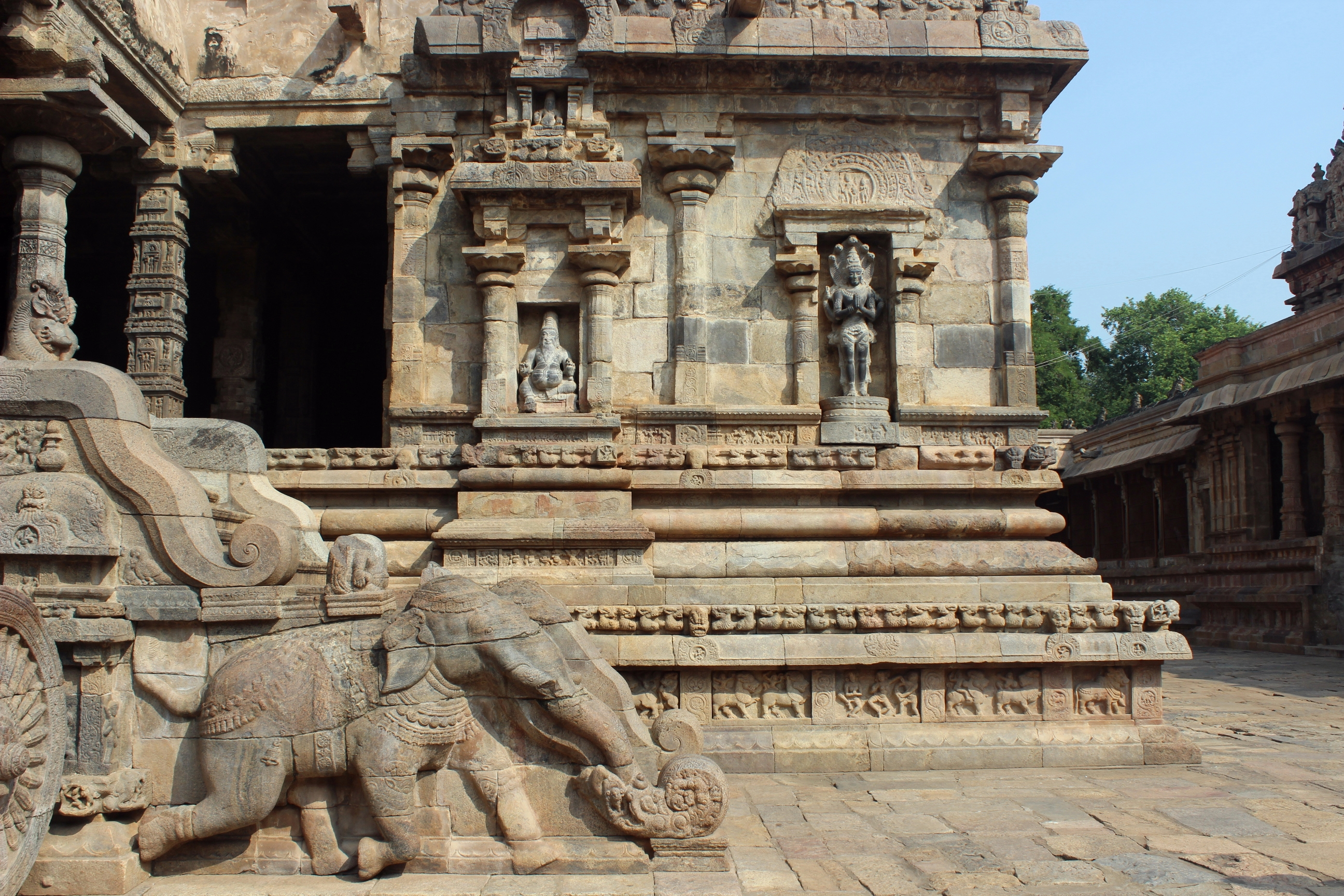
Храм Айраватешвары в Кумбаконам

На территории округа Танджавур находятся известные храмы Шивы, объекты всемирного наследия ЮНЕСКО: Храм Брихадишвары в Танджавуре и Храм Айраватешвары в Дарасурам.

## Персоналии
- Аруначала Кавираяр
- Сриниваса Рамануджан Айенгор
- Мупанар
- Малини, Хема